# Amărâtă turturea
Albumul Amărâtă turturea este primul disc de vinil al interpretei de muzică populară Maria Apostol. Acesta a avut 4 piese. 

## Despre disc
Acest disc este compus din 4 piese care fac parte din zona etnografica Oltenia. Mai exact 1. Amărâtă turturea 2. Am avut și eu o vreme 3. Du-mă dorule deseară 4. Merge neica pe pârâu.  Aceste cântece au fost realizate în studiourile Radio România, în ianuarie 1974 cu Orchestra de Muzică Populară Radio, dirijor Victor Predescu. Redactorul discului a fost Stela Nachi. În septembrie 1974, Electrecord prelua de la Radio România aceste înregistrări editând discul 45-EPC 10.396, prima apariție discografică a Mariei Apostol.